# 小田ひとみ
小田 ひとみ（おだ ひとみ、1990年4月20日 - ）は、日本の元グラビアアイドル。愛知県出身。ブレーブエンターテインメントに所属していた。

## 来歴
- モーニング娘。に憧れて芸能界を目指すようになり、中学3年生の時に母親の薦めでプロダクションのオーディションを受け、合格したことがデビューのきっかけとなった[1]。
- 2006年、高校1年時にデビュー。
- 2007年の高校2年時には、胸ポチの強調をコンセプトとするイメージDVD「ひとみぽっち」「ぽっちんプリン」を続けてリリースした。これらの作中でマイクロビキニ、スクール水着、体操服など様々な衣装での胸ポチを披露したほか、Oバック着用や全裸状態での泡ブラ姿など、作中での露出度は極めて高かった。
- 2007年5月10日放送のテレビ東京「怒りオヤジ3」に「平成生まれのセクシーアイドル」として出演し、名人斎藤洋介の説教を受け、斎藤に「体型が少女っぽすぎる」と評された[2]。
- 2007年7月、芸能人女子フットサルチーム「TEAM SPAZIO」に入団。
- 2008年1月、MONDO21のイメージガールMONDO GIRLSに加入[3]。

## 人物
- 趣味は柔軟・ダンス・料理。
- 特技は器械体操。
- うつ伏せの状態から突き上げた尻を山頂に見立てた「富士山ポーズ」を得意としている。

## 作品

### 写真集
- ね!!わかるでしょ?[4]（撮影/斉木弘吉・彩文館出版）2007年5月25日発売

### DVD
- 現役女子高生 撮っちゃいました 小田ひとみ[5]（写女、2006年8月25日）
- High School Girl[6]（マーレ、2007年1月26日）
- ひとみぼっち[7][8][9]（彩文館出版、2007年5月25日）
- ぽっちんプリン[10]（エアーコントロール、2007年9月25日）
- AQUATIK MOTORBIKE.DOLPHIN（アルドゥール、2007年9月26日） 共演：保阪尚希、加藤美佳、田中いちえ
- hitomixBerry（アルドゥール、2007年11月21日）
- kick☆off[11][12]（ビーエムドットスリー、2008年3月26日）
- なかよし学園[13][14]（スパイスビジュアル、2008年5月2日） 共演：藤間ほのか
- no limit（アルドゥール、2008年8月27日）

## 出演

### TV
- 怒りオヤジ3[2]（2007年5月10日、テレビ東京）
- MONDO GIRLSのぶっちゃけヤバくね!?（MONDO21）
- モロ出し！モンド（MONDO21）
- 水着でストライク！グラドル・ボウリング（MONDO21）
- 誘惑のマーメイド（MONDO21）
- 魁！アイドル塾（エンタ！371）

### 舞台
- SUMMER TRIBE ☆ VIVA夏娘[15]（シャテン劇団 Ｘ 東京劇団武装戦線、2007年7月27日 - 29日、新宿村ライブ）